# ئی‌ام‌دی جی‌پی۴۹
ئی‌ام‌دی جی‌پی۴۹ (انگلیسی: EMD GP49) یک لوکوموتیو دیزلی ساخت شرکت جنرال موتورز الکترو-موتیو دیویژن است.
این لوکوموتیو که در سال ۱۹۷۹ تولید شده دارای ۲۸۰۰ اسب بخار توان خروجی بوده است.

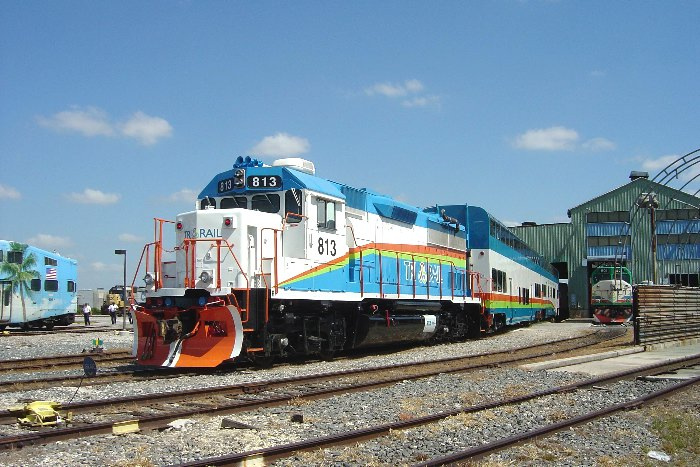